# Hanne Hvidtfeldt Christiansen
Hanne Hvidtfeldt Christiansen (født 28. marts 1965 i Sakskøbing) er en dansk geograf og geolog. Hun er professor i fysisk geografi ved Universitetssenteret på Svalbard (UNIS).

## Liv og karriere
Hanne Hvidtfeldt Christiansen kommer fra Maribo på Lolland, hvor hun har gået i Sankt Birgitta Skole og siden på Maribo Gymnasium. I gymnasiet var hun meget interesseret i geografi og især spørgsmålet om, hvorfor landskaber ser ud, som de gør. Derfor studerede hun efterfølgende geografi og geologi ved Københavns Universitet. Hun blev feltassistent i Island og Grønland og skrev en ph.d.-afhandling om, hvordan sne omdanner landskaber. Derefter fulgte ansættelser som post.doc. og videre trin op ad den akademiske karrierestige, afsluttet med udnævnelse til professor ved UNIS.

## Udmærkelser og tillidshverv
Christiansen var 2016-2020 formand for "International Permafrost Association" (IPA).
I 2022 modtog Christiansen sammen med en kollega fra UNIS "The Frederik Paulsen Arctic Academic Action Award".

## Privatliv
Christiansen blev gift med sin vejleder på studiet, geolog Ole Humlum. Hun har været tilknyttet universitetet i Svalbard siden 2002, men da man som bosat i Longyearbyen også skal have adresse andetsteds, har parret en base i deres sommerhus på Bøtø på Falster.